# Чиконьяни, Амлето Джованни
Амлето Джованни Чиконьяни (итал. Amleto Giovanni Cicognani; 24 февраля 1883, Бризигелла, королевство Италия — 17 декабря 1973, Ватикан) — итальянский куриальный кардинал и ватиканский сановник.  Брат кардинала Гаэтано Чиконьяни. Видный деятель Римско-католической церкви и Римской курии. Титулярный архиепископ Лаодикеи Фригийской с 17 марта 1933 по 15 декабря 1958. Апостольский делегат в США с 17 марта 1933 по 15 декабря 1958. Секретарь Священной конгрегации по делам Восточной церкви с 14 ноября 1959 по 12 августа 1961. Государственный секретарь Святого Престола с 12 августа 1961 по 30 апреля 1969. Председатель Администрации церковного имущества Святого Престола и председатель Папской комиссии по делам государства-града Ватикана с 12 августа 1961 по 30 апреля 1969. Кардинал-священник с 18 декабря 1958, с титулом церкви Сан-Клементе с 18 декабря 1958 по 23 мая 1962. Кардинал-епископ Фраскати с 23 мая 1962 по 17 декабря 1973. Кардинал-епископ Остии с 24 марта 1972 по 17 декабря 1973. Декан Священной коллегии кардиналов с 24 марта 1972 по 17 декабря 1973.

## Ранние годы
Амлето Джованни Чиконьяни родился 24 февраля 1883 года в Бризигелле, около Фаенцы, Италия. Сын Гульельмо Чиконьяни и Анны Черони, брат кардинала Гаэтано Чиконьяни.
Образования получил в семинарии Фаенцы и Папском Athenaeum Святого Аполлинария в Риме. 23 сентября 1905 года рукоположён в священники Джоаккино Кантагалли, епископом его родной епархии Фаенцы. Официал Священной конгрегации дисциплины таинств с 10 мая 1910 года по 16 декабря 1922 года. Тайный камергер Его Святейшества 28 марта 1917 года. Придворный прелат Его Святейшества 19 мая 1923 года. Заместитель Секретаря Священной Консисторской Конгрегации с 16 декабря 1922 года по 16 февраля 1928 года. Эксперт Священной Конгрегации по делам Восточной церкви с 16 февраля 1928 года по 17 марта 1933 года.
17 марта 1933 года Чиконьяни был назначен титулярным архиепископом Лаодичеи ди Фриджии. Ординация состоялась 23 апреля 1933 года в церкви Святой Сюзанны её провел кардинал Раффаэле Карло Росси, секретарь Священной Консисторской Конгрегации, которому помогали Джузеппе Пиццардо — титулярный архиепископ Ничеи и Карло Салотти — титулярный архиепископ Филиппополи. В этом же самом году он также был назначен апостольским делегатом в Соединенные Штаты Америки, пост, который он занимал 25 лет.

## Кардинал
На консистории от 15 декабря 1958 года он был возведён в кардиналы-священники папой римским Иоанном XXIII с титулом церкви Сан-Клементе. Его возведение в кардиналы было необычно тем фактом, что его брат Гаэтано Чиконьяни (1881—1962) также был кардиналом, назначенным в 1953 году Пием XII и был жив, это было исключением, так как по закону Церкви, запрещалось одновременное занимание в кардинальском достоинстве родных братьев. 23 мая 1962 года Чиконьяни был возведен в кардиналы-епископы с титулом субурбикарной епархии Фраскати.
Амлето Джованни Чиконьяни занимал множество постов в Римской курии в период своего кардинальства. Он был секретарем Священной Конгрегации по делам Восточной церкви с 14 ноября 1959 года по 12 августа 1961 года. 12 августа 1961 года, после смерти кардинала Доменико Тардини папа Иоанн XXIII назначил Чиконьяни Государственным секретарём Святого Престола, а также председателем Администрации церковного имущества Святого Престола и председателем Папской Комиссии по делам государства-града Ватикана. Он был участником Второго Ватиканского собора (1962 — 1965 годы). Он участвовал в Папском Конклаве 1963 года, который избрал папу римского Павла VI. Папа римский Павел VI подтвердил его посты в 1963 году. 5 мая 1969 года покинул пост Государственного секретаря Святого Престола. Но остался влиятельным куриальным кардиналом.

## Декан Коллегии кардиналов
24 марта 1972 года Амлето Чиконьяни был избран Деканом Священной Коллегии кардиналов, этот пост подразумевал, что он получил титул субурбикарной епархии Остия при сохранении субурбикарной епархии Фраскати, которую он занимал. На момент назначения кардиналом-деканом ему было 89 лет и он потерял право участвовать в Конклавах.
Кардинал Амлето Джованни Чиконьяни умер 17 декабря 1973 года, в возрасте 90 лет, в Ватикане, и захоронен в своей титулярной церкви Святого Климента в Риме.

## Разное
Итальянский прелат рассматривался довольно консервативным в своих взглядах. Он стремился остановить экуменизм в Американской католической церкви, и был однажды описан как не являющимся открытым для Аджонарменто.

## Награды
- Кавалер Большого креста ордена «За заслуги перед Итальянской Республикой» (1961)[4]